# Frondispora bicalcarata
Frondispora bicalcarata är en svampart som först beskrevs av Vincenzo de Cesati, och fick sitt nu gällande namn av K.D. Hyde 1993. Frondispora bicalcarata ingår i släktet Frondispora, ordningen kolkärnsvampar, klassen Sordariomycetes, divisionen sporsäcksvampar och riket svampar.   Inga underarter finns listade i Catalogue of Life.